# Rik Van Looy
Hendrik "Rik" Van Looy (Grobbendonk, 20 de dezembro de 1933 – 17 de dezembro de 2024), apelidado de L'Empereur d'Herentals e Rik II, foi um ciclista profissional belga, entre 1953 e 1970, durante o qual alcançou mais de 400 vitórias. Era um poderoso velocista, participando tanto em provas de estrada como de pista.
Como profissional, ele conseguiu mais de trezentas vitórias. Foi o primeiro ciclista a conseguir vencer todos os cinco monumentos do ciclismo, façanha repetida mais tarde por Eddy Merckx e Roger De Vlaeminck. Venceu durante dois anos consecutivos o Campeonato Mundial, bem como dois segundos lugares.
Não só triunfou em provas de um dia, mas também conseguiu êxito em muitas corridas por etapas, destacando suas treze vitórias de etapa no Paris-Nice. Venceu etapas nas três Grandes Voltas, às vezes de forma esmagadora. Obteve seus melhores resultados na Volta a Espanha, conseguindo dezoito vitórias de etapa e foi terceiro nas edições de 1959 e 1965. No Tour de France, conseguiu sete vitórias parciais e foi décimo em 1963.
Ele ganhou todos os monumentos: Milão–Sanremo (1958), Ronde van Vlaanderen (1959, 1962), Paris–Roubaix (1961, 1962, 1965), Liège–Bastogne–Liège (1961) e Giro di Lombardia (1959).
Ele foi o único ciclista que conseguiu vencer todos os 8 Clássicos.

Van Looy foi o fundador de uma escola para jovens ciclistas.

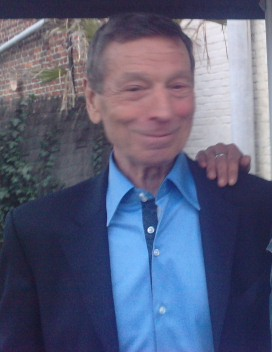
Rik Van Looy em 2010

Van Looy morreu no dia 17 de dezembro de 2024, aos 90 anos.

## Helsinque 1952
Competiu nos Jogos Olímpicos de Verão de 1952 em Helsinque, onde fez parte da equipe belga que conquistou a medalha de ouro no contrarrelógio por equipes. Também competiu na prova de estrada individual, embora ele não tenha conseguido completar a corrida.

## Principais vitórias

#### Etapas do Grand Tour[4][5]
- Volta da França: 1963 (4 + Classificação por pontos  e prêmio da combatividade ), 1965 (2), 1969 (1)
- Giro d'Italia: 1959 (4), 1960 (3 + Melhor escalador ), 1961 (3), 1962 (2)
- Vuelta a España: 1958 (5), 1959 (4 + Classificação por pontos ), 1964 (1), 1965 (8 + Classificação por pontos )

#### Monumentos[4]
- Milão–Sanremo: 1958
- Tour de Flandres: 1959, 1962
- Paris–Roubaix: 1961, 1962, 1965
- Liège–Bastogne–Liège: 1961
- Giro da Lombardia: 1959

#### Clássicos[4]
- Gent-Wevelgem: 1956, 1957, 1962
- Paris–Bruxelas: 1956, 1958
- Paris-Tours: 1959, 1967
- E3 Prijs Vlaanderen: 1964, 1965, 1966, 1969
- La Fleche Wallonne: 1968

#### Outro[4]
- Estrada elite masculina no Campeonato Mundial de Estrada: 1960 , 1961 , 2ª: 1956, 1963
- Campeonato da Bélgica de Ciclismo em Estrada: 1958 , 1963
- Corrida de estrada por equipes dos Jogos Olímpicos: 1952
- Scheldeprijs: 1956, 1957
- Volta aos Países Baixos: 1956 (3 + Vencedor geral ), 1957 (4 + Vencedor geral ), 1966 (1)
- Giro di Sardegna: 1958 (1), 1959 (4 + Vencedor geral ), 1961 (2 + Vencedor geral ), 1962 (2), 1963 (1), 1965 (5 + Vencedor geral ), 1967 (1)
- Volta à Comunidade Valenciana: 1958 (4), 1959 (3)
- Copa Bernocchi: 1958
- Volta à Bélgica: 1961 (2 + Vencedor geral ), 1962 (2), 1964 (1)
- Volta ao Luxemburgo: 1965 (3), 1966 (1)
- Paris-Nice: 1961 (2), 1962 (2), 1963 (3), 1966 (1), 1967 (1)
- Critérium du Dauphiné Libéré: 1963 (3), 1964 (1)
- Paris–Luxemburgo: 1964 (1 + Vencedor geral )
- Elfstedenronde: 1965
- Flecha de Heist: 1953, 1969

#### Ciclismo de pista
- 6 dias de Bruxelas: 1957, 1961
- 6 dias de Gante: 1958, 1960, 1961
- 6 dias de Berlim: 1960, 1962
- 6 dias de Antuérpia: 1961, 1962, 1969
- 6 Dias de Colônia: 1961
- 6 Dias de Dortmund: 1962
- Campeonato Nacional de pista madison: 1969  Bélgica

### Registros
- O único ciclista a vencer todos os 8 clássicos originais: os 5 Monumentos mais Paris–Tours, Paris–Bruxelas e Flecha Valona
- Vencedor de todos os 5 Monumentos do Ciclismo (recorde partilhado com Eddy Merckx e Roger De Vlaeminck)
- Vencedor de todos os 3 clássicos de paralelepípedos numa só temporada: 1962 (recorde partilhado com Tom Boonen)
- Recorde anterior do maior número de corridas ganhas por um ciclista profissional: 367 (1961-1972)

## Honras e prémios
- Trophée Edmond Gentil: 1959[4]
- Prêmio Nacional de Mérito Desportivo da Bélgica: 1961[6]
- Prêmio da combatividade do Tour de France: 1963[7]
- Trophée de l'AIOCC: 1982[8]
- UCI Hall of Fame: 2002[9]
- Procyclingstats.com - Classificação de vitórias de todos os tempos: 2º lugar (162 vitórias)[10]
- Memoire du Cyclisme - Classement les Plus Grands Coureurs (11º lugar): 2002[11]
- CyclingRanking - Classificação geral (12º lugar)[12]
- Cidadão honorário de of Grobbendonk: 2012[13]
- Estátua em Herentals: 2017[14]
- GP Rik Van Looy: a partir de 2018[15]
- Busto em Grobbendonk: 2021[16]
- Exposição Van Looy 90 em Herentals: 2023

Ao longo da sua carreira, vários singles de vinil sobre Van Looy foram lançados por artistas belgas e holandeses.